# Ficimia
A Ficimia a hüllők (Reptilia) osztályának pikkelyes hüllők (Squamata) rendjébe, ezen belül a siklófélék (Colubridae) családjába tartozó nem.

## Rendszerezésük
A nemet John Edward Gray brit zoológus írta le 1849-ban, az alábbi 6 faj tartozik ide: 
- Ficimia hardyi Mendoza-Quijano & H. M. Smith, 1993
- Ficimia olivacea Gray, 1849
- Ficimia publia Cope, 1866
- Ficimia ramirezi H. M. Smith & Langebartel, 1949
- Ficimia ruspator H. M. Smith & Taylor, 1941
- Ficimia streckeri Taylor, 1931
- Ficimia variegata (Günther, 1858)